# 1138 Аттика
1138 А́ттика (1138 Attica) — астероїд головного поясу, відкритий 22 листопада 1929 року.
Тіссеранів параметр щодо Юпітера — 3,159.